# کلود دانبوره

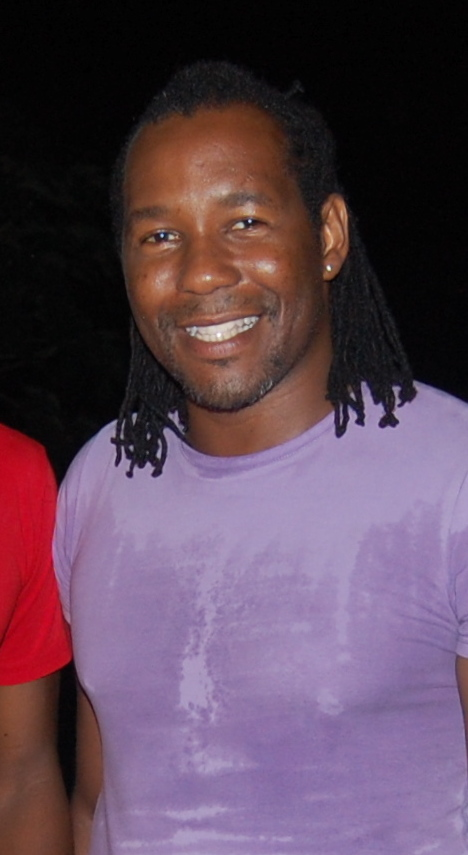
کلود دانبوره در سال ۲۰۱۲

کلود دانبوره (انگلیسی: Claude Dambury؛ زادهٔ ۳۰ ژوئیهٔ ۱۹۷۱) یک بازیکن فوتبال اهل گویان فرانسه است. او همچنین در تیم ملی فوتبال گویان فرانسه بازی کرده‌است.
از باشگاه‌هایی که در آن بازی کرده‌است می‌توان به باشگاه فوتبال گامبا اوساکا، باشگاه فوتبال استاد رنس اشاره کرد.